# Erin Sweeny
Erin Sweeny é uma psicóloga australiana, reconhecida com o prêmio internacional 100 Mulheres pela BBC em 2016 por seu trabalho com criminosos sexuais. 

## Carreira
Sweeny é a presidente do comitê da Austrália Ocidental da Associação de Psiquiatria, Psicologia e Direito da Austrália e da Nova Zelândia (ANZAPPL)  e é membro do subcomitê da Austrália Ocidental do comitê nacional do Colégio de Psicólogos Forenses da Austrália Sociedade Psicológica. 
De acordo com seu perfil ANZAPPL, ela ingressou no Departamento de Serviços Corretivos na Austrália Ocidental em 1989. No Departamento, ela trabalhou como agente penitenciária comunitária e na Unidade de Tratamento de Infratores Sexuais. Ela trabalhou no Reino Unido por três anos até retornar à Austrália Ocidental em 2003. Atualmente trabalha em consultório particular. 
Em 2016, ela foi escolhida como uma das 100 mulheres da BBC. 
Ela acredita que os criminosos sexuais podem se redimir. Ela diz que esses infratores "sempre tiveram uma infância infeliz - geralmente devido a pais abusivos, negligentes, ausentes ou simplesmente não engajados". 